# Biblische Verfasserschaft
| Neues Testament |
| --- |
| Evangelien |
| - Matthäus - Markus - Lukas - Johannes |
| Apostelgeschichte |
| Paulusbriefe |
| - Römer - 1. Korinther - 2. Korinther - Galater - Epheser - Philipper - Kolosser - 1. Thessalonicher - 2. Thessalonicher - 1. Timotheus - 2. Timotheus - Titus - Philemon - Hebräer |
| Katholische Briefe |
| - Jakobus - 1. Petrus - 2. Petrus - 1. Johannes - 2. Johannes - 3. Johannes - Judas                                                                                                 |
| Offenbarung |

Die Verfasserschaft der biblischen Bücher ist ein wichtiges Thema in der Einleitungswissenschaft. Für die Auslegung der Texte ist es in aller Regel von großer Bedeutung, wer sie geschrieben hat, nicht zuletzt weil damit die Datierung verknüpft ist.

Es lassen sich mindestens vier verschiedene Arten bei der Deklaration Verfasserschaft unterscheiden: die anonyme, orthonyme („mit richtigem Namen“ = echte), heteronyme und die pseudepigraphe Verfasserschaft.

## Anonyme Verfasserschaft
Der Großteil der biblischen Texte ist von Verfassern geschrieben, deren Identität nicht angegeben ist. Die Autoren treten hinter ihre Werke zurück.
Im Neuen Testament sind formal durch fehlende Verfasserangaben anonym:
- Evangelium nach Matthäus
- Evangelium nach Markus
- Evangelium nach Lukas
- Apostelgeschichte
- Evangelium nach Johannes
- Der Brief an die Hebräer
- Der erste Brief von Johannes

Diese Schriften haben ursprünglich alle keine Verfasserangaben. Da das verständlicherweise nicht befriedigend war, wurden ihnen (teilweise recht zügig) in den Überschriften oder durch die mündliche Tradition Verfassernamen zugeordnet.  
Im Einzelnen ergibt sich folgendes Bild:
- Evangelium nach Matthäus – erste Erwähnung eines Verfassers „Matthäus“ durch Papias von Hierapolis um 130 n. Chr.
- Evangelium nach Markus – erste Erwähnung eines Verfassers „Markus“ durch Papias von Hierapolis um 130 n. Chr.
- Evangelium nach Lukas – erste Erwähnung eines Verfassers „Lukas“ durch Irenäus von Lyon um 180 n. Chr.
- Apostelgeschichte – wird sinnvollerweise wie das Evangelium nach Lukas entschieden.
- Evangelium nach Johannes – erste Erwähnung eines Verfassers „Johannes, der Herrenjünger“ durch Irenäus von Lyon um 180 n. Chr. mit Verweis auf Papias, der das so nicht schreibt.
- Der Brief an die Hebräer – ab 180 wird in der Alexandrinischen Schule (Clemens, Origenes) die Verfasserschaft durch Paulus vertreten.
- Der erste Brief von Johannes – kann lediglich in der johanneischen Schule zugeordnet werden.

## Verfasserschaft historisch namentlich bekannt
Einige biblische Schriften sind von namentlich bekannten Verfassern geschrieben. 
Im Neuen Testament sind das die echten Paulusbriefe. Der Apostel Paulus wird in jedem Fall als Autor der folgenden sieben Briefe gesehen:
- Der Römerbrief
- Der erste Brief an die Korinther
- Der zweite Brief an die Korinther
- Der Brief an die Galater
- Der Brief an die Philipper
- Der erste Brief an die Thessalonicher
- Philemon

## Pseudepigraphie: unechte Verfasserschaft
Antikem Brauch entsprechend sind viele biblischen Schriften schon von den Verfassern bedeutenden Personen zugeordnet oder wurden auf Grund unvollständiger Angaben durch die Tradition eingeordnet. 
Im Neuen Testament betrifft das die überwiegende Anzahl der Schriften. Das Phänomen der Pseudepigraphie überhaupt wie auch der konkrete Befund pseudepigraphischer Schriften im Besonderen wird jedoch immer wieder auf das Schärfste bestritten. Deswegen sei an dieser Stelle nochmals darauf verwiesen, das sich die einleitungswissenschaftliche Analyse, wie jede andere wissenschaftliche Forschung immer im Bereich von Arbeitshypothesen bewegt. Im Rahmen dieser Prämissen erscheint die Annahme der Pseudepigraphie jedoch als sinnvoll. Die Feststellung von pseudepigraphischer Verfasserschaft bedeutet ausdrücklich kein Urteil über die theologische Aussage des Schriftstückes.
Von einer großen Zahl von Forschern werden folgende Schriften als Pseudepigraphen eingeordnet:      
- Der Erste Brief an Timotheus – gibt sich als Paulusbrief aus
- Der Zweite Brief an Timotheus – gibt sich als Paulusbrief aus
- Der Brief an Titus – gibt sich als Paulusbrief aus
- Der Erste Brief an Petrus – gibt sich als Brief von Simon Petrus aus
- Der Zweite Brief an Petrus – gibt sich als Brief von Simon Petrus aus
- Der Jakobusbrief – gibt sich als Brief von Jakobus, dem Herrenbruder, aus
- Der Judasbrief – gibt sich als Brief von Judas Thaddäus, dem Bruder des Herrenbruders, aus

## Deuteronyme Verfasserschaft
Der Verfasser steht in einer deutlich erkennbaren „Schule“ oder Tradition. Nur wenige biblische Schriften dürften – wenn überhaupt – von Verfassern geschrieben sein, deren Zuordnung auf Grund von unvollständigen Verfasserangaben zu einer größeren Schule erfolgte.
Im Neuen Testament kommen dafür die Schriften der „johanneischen Schule“ in Frage:
- 1. Johannes – von einem „Presbyter“ verfasst. Ca. 130 n. Chr. berichtet Papias von Hierapolis über einen „Presbyter Johannes, Jünger des Herrn“, den man eventuell damit identifizieren könnte.
- 2. Apokalypse – von einem „Knecht Johannes“ verfasst, wird um 150 von Justin dem Märtyrer als identisch mit Johannes dem Zebedaiden erklärt. Irenäus (ca. 180) schreibt das Werk „Johannes, dem Herrenjünger“ zu.